# Rio Lucio
Rio Lucio – jednostka osadnicza w Stanach Zjednoczonych, w stanie Nowy Meksyk, w hrabstwie Taos.